# Evangelische Stiftung Neinstedt
Die Evangelische Stiftung Neinstedt (ESN) (bis 2015 Neinstedter Anstalten) ist eine in Neinstedt (Sachsen-Anhalt) gegründete Stiftung unter dem Dach der Diakonie. Als Sozialwerk kümmert sie sich vor allem um behinderte und psychisch kranke Menschen.

## Geschichte
Die Neinstedter Anstalten wurden mit  einer Stiftung des Ehepaares Marie Nathusius und des später geadelten Philipp von Nathusius im Jahre 1850 begründet. Sie richteten das Knabenrettungshaus für sozial gefährdete und schwer erziehbare Jungen sowie das Brüderhaus für betreuendes Personal auf dem Lindenhof ein. Im Januar 1861 wurde durch Johanne Nathusius (1828–1885), einer jüngeren Schwester von Philipp, die Elisabethstiftung ins Leben gerufen. Diese Stiftung entstand als Heim für geistig behinderte Kinder.
Während der Zeit des Nationalsozialismus wurden zwischen 1937 und 1943 insgesamt 1009 Pfleglinge und Zöglinge aus dem Elisabethstift und dem Lindenhof in »Zwischenanstalten verlegt« und als Opfer der Euthanasie-Aktion T4 in Tötungsfabriken wie der NS-Tötungsanstalt Bernburg ermordet. Seit 2022 erinnert eine Gedenkstätte an der Lindenhofskirche an die Opfer.

## Behindertenhilfe
Die Behindertenhilfe ist der größte Bereich der Einrichtung. Daneben gibt es Wohnheime und betreutes Wohnen sowie Außenwohngruppen in Quedlinburg, Calvörde, Thale und Neinstedt, wo geistig behinderte Menschen vom Schulalter bis zum Lebensende betreut und versorgt werden. An die Johannenschule als Förderschule mit dem Förderschwerpunkt geistige Entwicklung ist ein gemischtes Wohnheim und Internat angegliedert. Die betreuten Schüler kommen aus Neinstedt und den umliegenden Orten. Die Möglichkeit der Ausbildung und Arbeit findet sich unter anderem in der Werkstatt für behinderte Menschen. Auch eine Tagesbetreuung ist möglich.

## Weitere Einrichtungen
Zur Stiftung gehören auch neun Kindertagesstätten, die Krankenhilfe mit dem Fachkrankenhaus für Psychiatrie und der Lungenklinik in Ballenstedt, die Altenhilfe mit Altenpflegeheim, Häuser für betreutes Wohnen, ambulante Pflegedienste und der Bereich Ausbildung in der evangelischen Fachschule für Heilerziehungspflege sowie das Diakonie-Kolleg Lindenhof.

## Sonstiges
Der deutsche Liedermacher Gerhard Schöne nahm im Jahr 2000 seine CD „Wege zueinander“ zusammen mit dem Bewohnerchor und dem Blockflötenensemble der Einrichtung auf.
Der DDR-Bürgerrechtler Lothar Rochau absolvierte in der Stiftung im Jahre 1977 seine Ausbildung zum Diakon.